# Cibiessia dimorphospora
Cibiessia dimorphospora är en svampart som beskrevs av Crous & C. Mohammed 2007. Cibiessia dimorphospora ingår i släktet Cibiessia och familjen Teratosphaeriaceae.   Inga underarter finns listade i Catalogue of Life.